# Paul Thränert
Paul Thränert (* 15. November 1875 in Friedrichswalde; † 26. März 1960 in Berlin) war ein deutscher Gewerkschafter.

## Leben und Werk zur Zeit der Monarchie
Geboren am 15. November 1875 in Friedrichswalde, verheiratet, protestantisch. Der gelernte Buchdrucker trat am 15. November 1895 dem Gutenberg-Bund bei, der sich drei Jahre vorher nach dem verlorenen Buchdruckerstreik 1891/1892 als „gemäßigte“ Konkurrenzorganisation zum Verband der Deutschen Buchdrucker gegründet hatte. Der Bund hatte zunächst den Charakter einer Unterstützungsorganisation, stand auf dem „Boden der bestehenden Wirtschafts- und Sozialordnung“ und lehnte jedwede sozialistische Transformationsvorstellungen ab.
In der Berliner Organisation begann Thränert ab 1900 „sichtbar“ eine bedeutende Rolle zu spielen. Wahl zum Delegierten der 6. Generalversammlung des Gutenberg-Bundes im April 1902. Mit Thränerts Unterstützung strich 1902 der Verbandstag den sogenannten Neutralitätsparagraphen; damit war der Weg frei von einem Unterstützungsverein hin zu einer „richtigen“ Gewerkschaft.
Nach der Rückkehr des großen freigewerkschaftlichen Verbandes der deutschen Buchdrucker im Jahr 1896 zur Tarifgemeinschaft schloss dieser mit Unterstützung der Arbeitgeber die ungeliebte Konkurrenzorganisation von allen Organen und Institutionen des gemeinsamen Tarifwerkes aus. Der Gutenberg-Bund geriet in eine schwere Krise. Als politisch aktiver Protestant unterstützte Thränert seit 1903 publizistisch aktiv den Anschluss an die katholisch dominierte christliche Gewerkschaftsbewegung, der 1906 nach Mitgliederbefragungen auch realisiert wurde.
Wahl zum 2. Vorsitzenden seiner Gewerkschaft auf der 8. Generalversammlung vom 29. bis 31. März 1907. Nach dem Tode des 1. Vorsitzenden Carl Illig (10. Oktober 1909) übernahm Thränert die Leitung der christlichen Gewerkschaft; auf der 9. Generalversammlung im Juli 1910 in diesem Amt bestätigt. Seit dieser Zeit übte er das Amt hauptamtlich aus. Jeweils einstimmige Wiederwahl zum Verbandsvorsitzenden auf allen Gewerkschaftstagen bis zum Ende der Weimarer Republik.
Als Vorsitzender tat Thränert viel für die innergewerkschaftliche Professionalisierung des Verbandes (zentrale Mitgliederkartothek, aussagekräftige Rechenschaftsberichte, Vereinsabzeichen etc.). Sein Hauptaugenmerk galt indes der gleichberechtigten Teilhabe seiner Gewerkschaft an der Tarifgemeinschaft im Buchdruckergewerbe. 1911 nahm der Gutenberg-Bund (vertreten durch seinen Vorsitzenden) erstmals an den Sitzungen des Tarifausschusses als Gast teil. Thränert vertrat künftig seine Organisation bei Tarifverhandlungen und gewann durch seine Sachlichkeit viel Respekt.
Auf dem 8. Kongress der christlichen Gewerkschaften Deutschlands 1912 in den Ausschuss der christlichen Gewerkschaften gewählt, behielt er dieses Amt bis 1933.
Sofort nach Kriegsausbruch übernahm Thränert zusätzlich die Redaktion des Verbandsorgans „Der Typograph“. Bis in den Oktober 1916 hinein blieb Thränert durch das Entgegenkommen der Ersatzbehörde vom Kriegsdienst verschont. Einberufung im Oktober 1916, Entlassung aus der Armee im Dezember 1917. Wie die freigewerkschaftliche Buchdruckerorganisation auch, bekämpfte der Brandenburger den Einsatz von Frauen während des Krieges als „Ersatzkräfte“ heftig.
Der Vorsitzende des Gutenberg-Bundes war im Kaiserreich Mitglied der Christlich-Sozialen Partei und stand dem Abgeordneten Reinhard Mumm nahe, der mehrfach an den Vorstandssitzungen des Bundes teilnahm.

## Während der Weimarer Republik
Thränert setzte – wie viele Gewerkschafter aus dem evangelisch-sozialen Lager – nach der Novemberrevolution auf die Bildung einer großen nationalen und überkonfessionellen Arbeiterpartei. Als sich diese Pläne zerschlugen, folgte er dem Aufruf des Vorsitzenden der christlichen Landarbeitergewerkschaft und Reichstagsabgeordneten Franz Behrens und unterzeichnete den Gründungsaufruf der Deutschnationalen Volkspartei (DNVP), der weitgehend mit den Zielen des Gesamtverbandes der christlichen Gewerkschaften Deutschlands konform ging. Wahl Thränerts in den Reichsarbeiterausschuss der DNVP anlässlich des ersten Parteitages der Partei im Juli 1919. Neben Thränert repräsentierten Franz Behrens sowie die Vorsitzende des Gewerkvereins der Heimarbeiterinnen, Margarete Behm, das christliche Gewerkschaftselement in der deutschnationalen Sammlungsbewegung. Das politische Engagement Thränerts im deutschnationalen Arbeiterausschuss (seit 1921: Deutschnationaler Arbeiterbund) brachte ihm deutliche Kritik innerhalb des Gutenberg-Bundes ein.
Mit dem deutlichen Rechtsruck der DNVP und der Wahl Alfred Hugenbergs zum Parteivorsitzenden verließ Thränert mit vielen anderen prominenten christlichen Gewerkschaftern im Dezember 1929 die DNVP und schloss sich dem Christlich-Sozialen Volksdienst (CSVD) an.
Nach der Novemberrevolution 1918 stand Thränert innergewerkschaftlich für einen maßvollen Kurs gegenüber dem Verband der deutschen Buchdrucker und unterschied sich in tarifpolitischen Fragen nur graduell vom freigewerkschaftlichen Verband.
Der Gewerkschaftsvorsitzende führte 1920 die Verschmelzungsverhandlungen mit der Organisation der christlichen Buchbinder, Lithographen und graphischen Hilfsarbeiter (Graphischer Zentralverband), bremste allerdings die Vereinigungsbemühungen und ließ diese nur in der Gründung eines „Spitzenverbandes“ der beiden Organisationen münden. Er selbst übernahm den Vorsitz des „Graphischen Industrieverbandes“, dessen Kompetenzen sich bis zum Ende der Weimarer Republik hin graduell verringerten.
Mitbegründer der „Internationalen Vereinigung der christlichen Gewerkschaften in der graphischen Industrie“; Wahl zum Vorsitzenden des christlichen Berufssekretariats auf der konstituierenden Tagung im August 1921 in Stuttgart. Mit Hilfe der christlichen Gewerkschaftsinternationale gelang es dem Gutenberg-Bund, die Inflationskrise relativ unbeschadet zu überstehen. 1925 Wahl zum Geschäftsführer der Vermögensverwaltung des Gutenberg-Bundes.
Thränert stand für den evangelisch-sozialen „nationalen“ Flügel der deutschen Gewerkschaftsbewegung, der sich zum Ende der Weimarer Republik von seiner eigenen politischen Vergangenheit distanziert und auf dem letzten Gewerkschaftstag der christlichen Gewerkschaften 1932 vor einer nationalen Reaktion nachdrücklich warnte.

## Nationalsozialismus und Nachkriegszeit
1933 aus dem Amt entlassen lebte er als Sozialrentner in Berlin-Wilhelmshagen. Er trat nach 1945 vom FDGB zum Graphischen Industrieverband, Gau Berlin der Unabhängigen Gewerkschafts-Organisation (UGO) über und wurde als Ost-Berliner zu seinem 80. Geburtstag vom Gau Berlin der IG Druck und Papier mit der Goldenen Ehrennadel geehrt. Paul Thränert verstarb am 26. März 1960 in Berlin-Wilhelmshagen.